# پسته ایتالیانه
پسته ایتالیانه (انگلیسی: Poste italiane) شرکت پست ایتالیایی است، که در سال ۱۸۶۲ تأسیس شد.